# Папуга бурохвостий
Папуга бурохвостий (Psittacus timneh) — вид птахів родини папугових (Psittacidae).

## Розповсюдження
Вид поширений в Західній Африці. Поширений від Східної Гвінеї-Бісау до південної Гвінеї, Сьєрра-Леоне та Ліберії на схід щонайменше за 70 км від річки Бандама в Кот-д'Івуарі. Мешкає у густих лісах, але також його можна побачити на узліссях та галявинах, у галерейному лісі уздовж водних шляхів, у саванні та в мангрових лісах. Негніздові птахи трапляються на плантаціях та у садах.

## Опис
Папуга середнього розміру, завдовжки 28–33 см, вагою 275—375 г. Оперення переважно рябо-сіре, з білою маскою на обличчі і блідо-жовтими очима. Порівняно з сірим папугою (P. erithacus), він менший і темніший, з тьмяним, темно-бордовим хвостом і плямою коричневого кольору на верхній щелепі.